# Derecho de rebelión

La libertad guiando al pueblo (1830), por Eugène Delacroix.

En la Filosofía política, el derecho de rebelión, derecho de revolución o derecho de resistencia a la opresión es un derecho reconocido a los pueblos frente a gobernantes de origen ilegítimo, o que teniendo origen legítimo han devenido en ilegítimos durante su ejercicio, que autoriza la desobediencia civil o familiar y el uso de la fuerza con el fin de derrocarlos y reemplazarlos por gobiernos que posean legitimidad. En otro sentido, se puede considerar que es el deber del pueblo de una nación a deponer un gobierno que actúe en contra del interés común y/o que atente contra la seguridad del pueblo sin ninguna razón. 
Escrito a través de la historia de una forma u otra, la creencia en este derecho ha sido usada para justificar varias revoluciones, incluyendo la Revolución Estadounidense, la Revolución Francesa, la Revolución Rusa, y la Revolución Iraní.

## Historia
El derecho a la resistencia frente al tirano, que ha llegado a justificar la muerte de este, se puede encontrar en la Antigüedad. Así ya Platón trató el tema de la tiranía y del derecho del pueblo a defenderse contra el tirano y la injusticia. A partir de él, numerosos autores han desarrollado el tema a lo largo de la historia, tales como San Isidoro de Sevilla y Santo Tomás de Aquino.
Este derecho puede considerarse implícito en la Declaración de Independencia de los Estados Unidos de 1776, que en su párrafo más famoso declara:

Sostenemos como evidentes estas verdades: que todos los hombres son creados iguales; que son dotados por su Creador de ciertos derechos inalienables; que entre éstos están la vida, la libertad y la búsqueda de la felicidad; que para garantizar estos derechos se instituyen entre los hombres los gobiernos, que derivan sus poderes legítimos del consentimiento de los gobernados; que cuando quiera que una forma de gobierno se haga destructora de estos principios, el pueblo tiene el derecho a reformarla o abolirla e instituir un nuevo gobierno que se funde en dichos principios, y a organizar sus poderes en la forma que a su juicio ofrecerá las mayores probabilidades de alcanzar su seguridad y felicidad.

El derecho a la resistencia fue incluido de forma explícita en la Declaración de los Derechos del Hombre y del Ciudadano (1789) de la Revolución francesa, pero se encuentra más desarrollado en los tres últimos artículos de la que se redactó nuevamente el 24 de junio de 1793:
Artículo 33. La resistencia a la opresión es la consecuencia de los demás derechos del hombre.
Artículo 34. Hay opresión contra el cuerpo social cuando uno solo de sus miembros es oprimido. Hay opresión contra cada miembro cuando el cuerpo social es oprimido.
Artículo 35. Cuando el gobierno viola los derechos del pueblo, la insurrección es, para el pueblo y para cada una de sus porciones, el más sagrado de los derechos y el más indispensable de los deberes.
Miguel de Cervantes ya afirmaba algo parecido a este último artículo: "Por la libertad, así como por la honra, se puede y debe aventurar la vida" (Don Quijote, II, cap. 58). La Carta fundacional de las Naciones Unidas (ONU) reconoce este derecho de forma implícita, estableciendo no obstante que las partes se deben someter a las decisiones de su Consejo de Seguridad, que componen quince estados, los cinco con derecho a veto y diez más que ejercen su función por un periodo determinado y rotativo.
En la Declaración Universal de Derechos Humanos de 1948, este derecho no es reconocido explícitamente, pero sí implícitamente en el Preámbulo:

Considerando esencial que los derechos humanos sean protegidos por un régimen de Derecho, a fin de que el hombre no se vea compelido al supremo recurso de la rebelión contra la tiranía y la opresión;
Preámbulo de la Declaración Universal de los Derechos Humanos

### Usos a lo largo de la historia
Entre los más importantes movimientos revolucionarios que han afirmado y justificado el ejercicio del derecho de rebelión están:
- La Revolución Gloriosa: el derecho a la rebelión fue el fundamento de la defensa filosófica del derrocamiento y reemplazo de Jacobo II de Inglaterra por Guillermo III de Inglaterra, por el parlamento del Reino Unido en 1688.

- La revolución estadounidense: el derecho a la rebelión jugaría un papel principal en los escritos de los revolucionarios americanos. Además fue citado en la Declaración de Independencia de los Estados Unidos, cuando un grupo de representantes de varios estados firmaron una declaración de independencia citando cargos contra el Rey Jorge III de Inglaterra. Según expresaba la declaración de independencia estadounidense en 1776, "la ley natural le enseña a la gente que el pueblo está  dotado por el creador de ciertos derechos inalienables y puede alterar o abolir un gobierno que destruya esos derechos".

- La revolución francesa: el derecho a la rebelión también fue incluido en la Declaración de los Derechos del Hombre y del Ciudadano en 1789 durante la revolución francesa, así como en la Declaración de los Derechos del Hombre y del Ciudadano (1793):

Cuando el gobierno viola los derechos del pueblo la insurrección es para el pueblo, y para cada porción del pueblo, el más sagrado de sus derechos y el más indispensable de sus deberes.
Artículo 35 de la Declaración de los Derechos del Hombre de 1793